# اکرامی الشحات
اکرامی الشحات (عربی: اكرامى؛ زادهٔ ۲۶ اکتبر ۱۹۵۵) یک ورزشکار اهل مصر است.
از باشگاه‌هایی که در آن بازی کرده‌است می‌توان به باشگاه ورزشی الاهلی مصر و تیم ملی فوتبال مصر اشاره کرد.
وی همچنین در تیم ملی فوتبال مصر بازی کرده است.